# Portal de compras
Portal de compras (Plataformas tecnológicas para la gestión de procesos de compras). 

## Historia
Los portales de compras son herramientas tecnológicas cuyo fin es el de gestionar los procesos de contratación y compra que realiza una empresa o administración con la finalidad de conseguir más y mejores proveedores, buscar mejores precios y ofrecer mayor transparencia y rigor en dichos procesos de contratación.
Las empresas de gran tamaño y multinacionales suelen disponer de este tipo de herramientas, bien por medio de un desarrollo tecnológico propio o contratando los servicios de empresas que implantan este tipo de procesos de compra y contratación.
En el sector energético es una práctica muy común desde hace años siendo ACHILLES la plataforma tecnológica de compras la que mayor predilección tiene entre este perfil de empresas.
En el sector público se está incorporando a la utilización de este tipo de herramientas. En la administración pública portuguesa es obligatoria la utilización de portales de compra y plataformas de contratación pública. Esto ha generado que en Portugal exista un importante sector de empresas tecnológicas que dan soporte a este tipo de servicios, destacando empresas como GATEWIT o VORTAL.
En España las iniciativas de este tipo, a pesar de que la ley 11/2007 de administración electrónica obligaba a las administraciones a tener un plan de implantación de la contratación electrónica para 2011, son muy escasas y puntuales. Destacan, por ser las primeras, las iniciativas de la diputación de Burgos, el ayuntamiento de Vigo, la diputación de Badajoz, la Generalitat de Valencia, la Junta de Extremadura y el Ayuntamiento de Sant Cugat, todas ellas impulsadas por plataformas portuguesas de contratación como las citadas Vortal o Gatewit.
Especial mención hacemos del caso del portal de compras NESSMEETING.COM por su especialización en los contratos menores en la administración pública. Aunque también trabaja con varios clientes privados, los continuos casos de corrupción en la contratación pública por medio de contratos menores ha hecho que NESSMEETING esté empezando a ser utilizada por empresas públicas y pequeños ayuntamientos para dar transparencia a sus procesos de compra.
Se está produciendo un proceso de cambio tecnológico en este sector. De ser soluciones en donde el que las usaba (quien quería comprar) era el que soportaba el coste principal de la implantación del servicio, se está pasando a que sea un producto gratuito para quienes lo utilizan para comprar, alojado en la nube y son los potenciales proveedores quienes soportan los gastos del proceso.
Ejemplos como LICCITA en el ámbito de la construcción, PRESUPUESTOS.COM en el de la compra por parte del usuario doméstico o NESSMEETING.COM en el ámbito de la gestión de compras y suministros por la empresa y la administración pública, son ejemplos de cómo los portales de compra disponen de bases de datos de potenciales proveedores a los que hacer llegar las peticiones de compra, cosa de la que no disponen plataformas más asentadas como VORTAL o GATEWIT que están más enfocadas a gestionar el proceso para su cliente (el comprador) y que sea este quien busque sus potenciales proveedores a los que enviar su petición de compra.
El Gobierno de Costa Rica, para el año 2007, solicita colaboración al Banco Mundial (BM) y al Banco Interamericano de Desarrollo (BID) para poner en evidenciar posibles reformas en las políticas y las instituciones, de manera tal que se mejore la efectividad, eficacia y equidad de los gastos públicos. Buscando balances fiscales sustentables y establecer mecanismos efectivos y transparentes para la asignación de los recursos públicos, a fin de promover un crecimiento de base amplia, mejorar los indicadores sociales y reducir la pobreza. El BID entrega el estudio en el año 2009 y señala como oportunidades de mejora el área de compras públicas, y recomienda reforzar esta área para lograr una mayor eficiencia y ahorros.
En la actualidad existen dos sistemas encargados de las compras públicas en nuestro país:
· Comprared
· Merlink / SICOP
Comprared es un sistema ya saliente que ha venido a ser sustituido por SICOP, a continuación se resume una revisión de la funcionalidad, transparencia y robustez tecnológica de ambos. Si evaluamos los dos sistemas, se detectan tres características técnicas que se implementan de diferente manera en los dos sistemas, que producen una gran diferencia en la transparencia, equidad y eficiencia resultantes. Estas características son:
· Código de producto.
· El ser, o no, totalmente electrónico (cero papeles).
· La utilización de bases de datos en vez de imágenes de documentos de papel.
| Sistema De compras | Código de producto.                                                     | El ser, o no, totalmente electrónico (cero papeles).                        | La utilización de bases de datos en vez de imágenes de documentos de papel. |
| Comprared          | Hay tantos códigos para cada producto como usos pueda tener el producto | No es totalmente electrónico, permite o maneja algunos documentos en papel. | Utilización de imágenes de papel                                            |
| Merlink            | Un código único para cada producto                                      | Es totalmente electrónico                                                   | Utilización de base de datos                                                |

Mer-link automatiza todas las etapas del ciclo mientras que CompraRed únicamente incluye las dos etapas iniciales, por lo que la funcionalidad implementada por Mer-Link ofrece mayor transparencia, equidad y eficiencia. Este cambio de sistema se origina ya que se contaba con un modelo de compras públicas fragmentado, varias deficiencias con trámites excesivos, poco integrados y duplicidad de procesos, los cuales se mencionan a continuación:
· No hay estandarización procesos de contratación y de documentos.
· Hay duplicidad de reglamentos y manuales de procedimientos.
· Multiplicidad de plataformas tecnológicas desintegradas.
· Duplicación de requisitos y trámites para el registro de los proveedores a través de las diferentes instituciones.
· Los procesos de compra requieren de múltiples aprobaciones y revisiones por personas y comisiones.
· Los códigos de productos y formularios son diferentes en cada entidad, no se aplican estándares
· internacionales tales como código de producto, formularios, carteles, documentos
· comerciales y trámites.
· Falta de simplificación de trámites, debido al exceso de requisitos que se deben para cada
· proceso, al no existir inter-conectividad entre las instituciones del Estado.
· Duplicidad en el registro de proveedores.